# Ervin Cseh

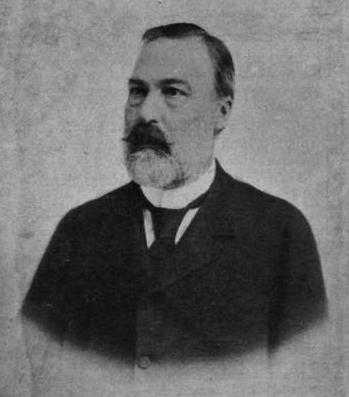
Ervin Cseh

Ervin Cseh (Valpó, 23 maart 1838 – Erdőd, 12 juni 1918) was een Hongaars politicus uit Slavonië, die minister van Kroatische Aangelegenheden was van 1898 tot 1903 en van 1903 tot 1905. 
In 1886 werd hij door Károly Khuen-Héderváry, de toenmalige ban van Kroatië en Slavonië, aangesteld als oppergespan van het comitaat Syrmië. In die functie probeerde hij Serviërs en Kroaten te verzoenen, waar hij ook in slaagde. Hij was afgevaardigde in de Kroatische Sabor.
Bij het bezoek van Mozaffar ed-Din Kadjar, de sjahansjah van Perzië, aan Boedapest werd hij onderscheiden met de Orde van de Leeuw en de Zon. Cseh was eerst minister in de regering-Bánffy en de regering-Széll. Na de korte regeerperiode van Károly Khuen-Héderváry werd hij opnieuw minister in de regering van István Tisza. Hij trok zich terug uit de politiek in 1905.
- Gemeinsame Normdatei: 1054962936
- Virtual International Authority File: 201557479
- WorldCat: E39PBJdWWYxbkmDpcyd94hmTpP